# Creighton University Women's Volleyball
La Creighton University Women's Volleyball è la squadra pallavolo femminile appartenente alla Creighton University, con sede a Omaha (Nebraska): milita nella Big East Conference della NCAA Division I.

## Storia
Il programma di pallavolo femminile della Creighton University nasce nel 1994. Il primo allenatore del programma è Ben Guiliano, che resta in carica per un triennio; gli succede Howard Wallace, al timone per sei anni. Nel 2003 Kirsten Bernthal diventa l'allenatrice delle Bluejays: nella sua gestione la squadra vince un titolo della Missouri Valley Conference e poi nove volte la Big East Conference, in cui si trasferisce nel 2013, e centra così le prime qualificazioni alla post-season, spingendosi fino alle finali regionali nel torneo 2016.

## Record
| Piazzamento          |    | Edizione                                                                           |
| -------------------- | -- | ---------------------------------------------------------------------------------- |
| Tornei NCAA          | 14 | Elite Eight: 2 2016, 2024                                                          |
| Tornei NCAA          | 14 | Sweet Sixteen: 2 2015, 2023                                                        |
| Tornei NCAA          | 14 | Secondo turno: 7 2010, 2012, 2013, 2017, 2018, 2019, 2021                          |
| Tornei NCAA          | 14 | Primo turno: 3 2014, 2020, 2022                                                    |
| Titoli di conference | 11 | Missouri Valley Conference: 1 2012                                                 |
| Titoli di conference | 11 | Big East Conference: 10 2014, 2015, 2016, 2017, 2018, 2020, 2021, 2022, 2023, 2024 |

## Conference
- Missouri Valley Conference: 1994-2012
- Big East Conference: 2013-

## All-America

### First Team
- Kendra Wait (2024)

### Second Team
- Norah Sis (2024)

### Third Team
- Kelli Browning (2014)
- Jaalia Winters (2015, 2018)
- Lydia Dimke (2016)
- Brittany Witt (2019)
- Norah Sis (2021)
- Kendra Wait (2023)
- Ava Martin (2024)

## Allenatori
- Ben Guiliano: 1994-1996
- Howard Wallace: 1997-2002
- Kirsten Bernthal: 2003-